# Joseph Choate

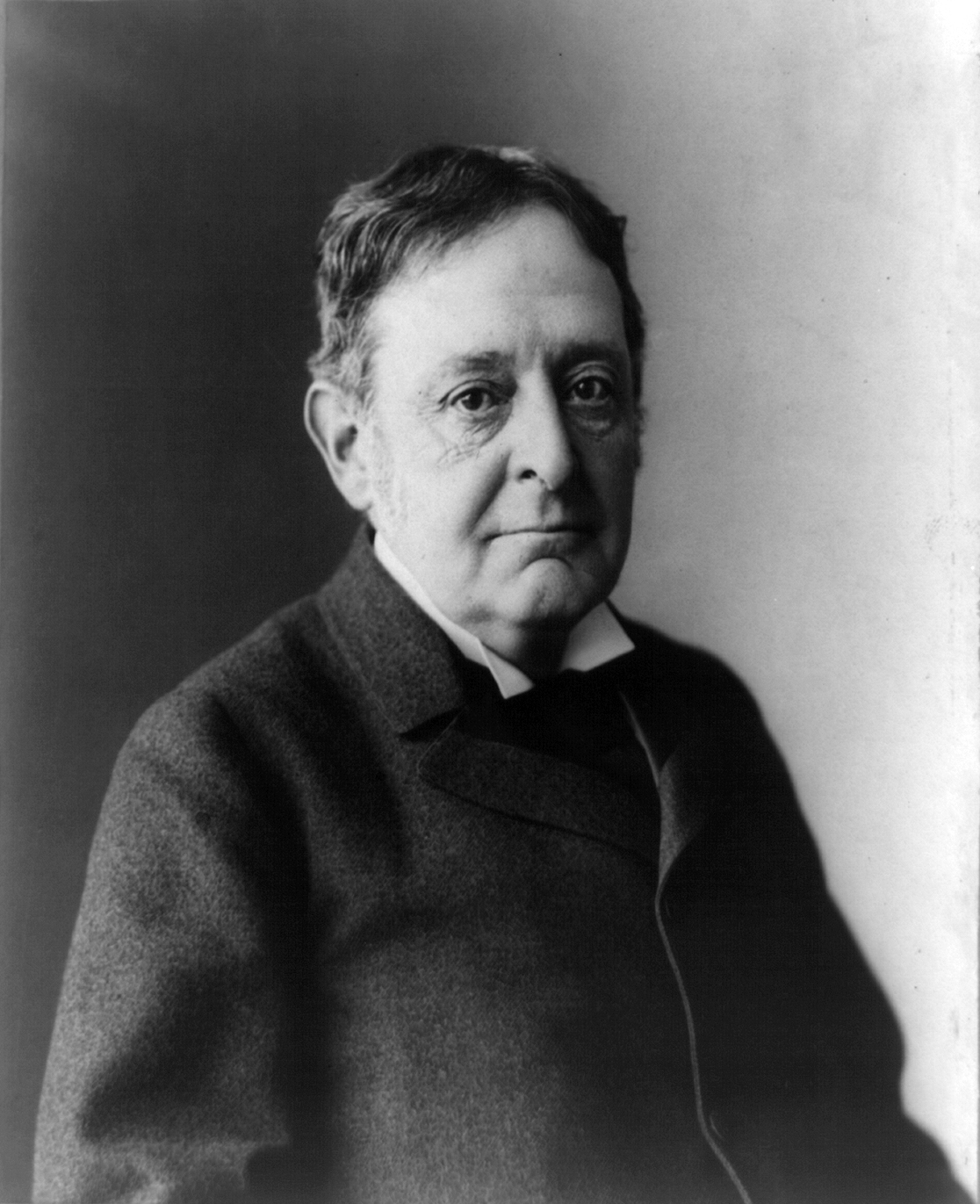
Joseph Hodges Choate

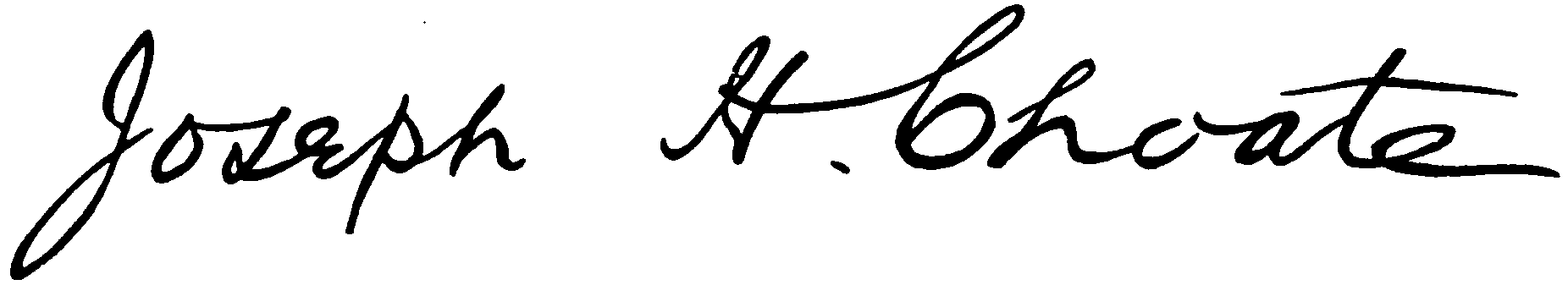
Unterschrift von Choate

Joseph Hodges Choate (* 24. Januar 1832 in Salem, Massachusetts, Vereinigte Staaten; † 14. Mai 1917 in New York City, New York) war ein US-amerikanischer Jurist und Diplomat.

## Leben und Karriere

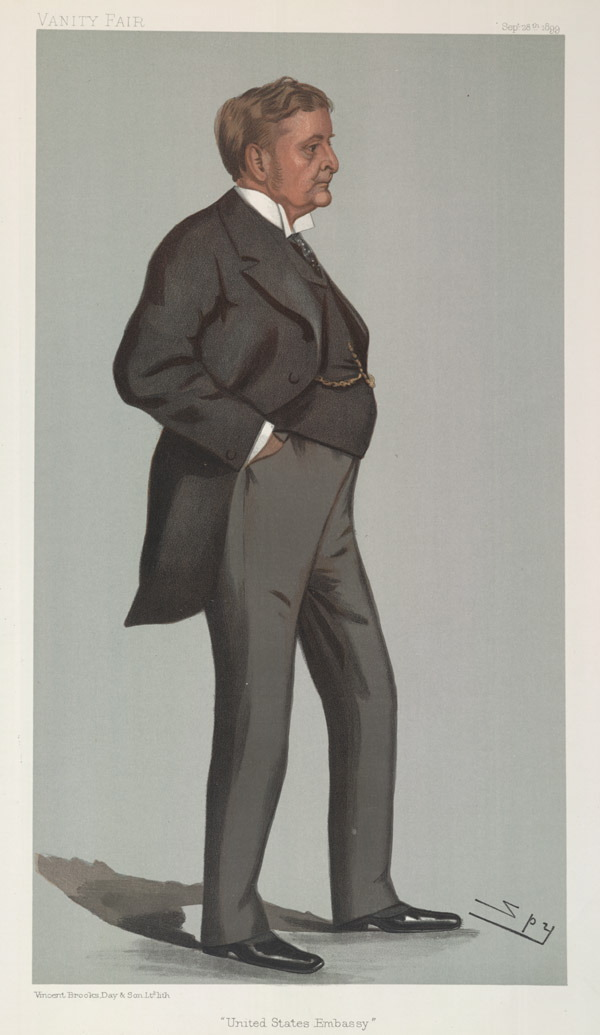
„United States Embassy“. Karikatur von Leslie Ward, veröffentlicht in Vanity Fair, 1899

Choate wurde als eines von fünf Geschwistern in eine Familie von Akademikern geboren. So war sein Bruder George ein bekannter Psychologe, sein Bruder William war Bundesrichter, und der Cousin seines Vaters Rufus Choate arbeitete als Jurist.
Nach seinen Abschlüssen am Harvard College 1852 und an der Harvard Law School 1854 arbeitete er zunächst in Massachusetts und ab 1856 in New York, wo er der Kanzlei von Scudder & Carter beitrat. Er konnte schnell Erfolge erzielen und war bereits 1860 Junior-Partner bei seiner eigenen Kanzlei Evarts, Southmayd & Choate, deren Senior-Partner William M. Evarts war. Die Rechtsnachfolgerin Evarts, Choate & Beaman zählte viele Jahre zu den führenden Anwaltskanzleien sowohl in der Stadt als auch in den gesamten Vereinigten Staaten, wobei sie ihre Tätigkeiten eher national als lokal ausrichtete.
Am 16. Oktober 1861 heiratete er Caroline Dutcher Sterling, mit der er bis zu seinem Tod verheiratet war. Aus der Ehe ging die gemeinsame Tochter Mabel Choate hervor.
Choate verhandelte viele berühmt gewordene Fälle der US-amerikanischen Rechtsgeschichte, darunter die Testamentsstreitigkeiten um die Vermögen von Samuel J. Tilden und Alexander Turney Stewart, die Prohibitionsklage in Kansas, den Chinese Exclusion Act und den als Income Tax Suit bekannten Fall Pollock v. Farmers’ Loan & Trust Co. 1871 wurde er Mitglied im New Yorker Komitee der 70, das eine entscheidende Rolle bei der Aufdeckung des Veruntreuungssystems von William Tweed spielte und darin verwickelte Personen strafrechtlich verfolgte. Choate war darüber hinaus Präsident der American Bar Association, der New York State Bar Association und der New York City Bar Association. In der Neuverhandlung des Falls Fitz-John Porter konnte er die Aufhebung des ursprünglichen Urteils im ersten Verfahren erreichen. Besonders bekannt wurde Choate für seine Kreuzverhöre.
Politisch war er mit den Republikanern verbunden und hielt ab 1856 regelmäßig Reden bei Präsidentschaftswahlkämpfen. Er übernahm jedoch nie selbst ein politisches Amt, wenngleich er 1897 bei den Senatswahlen gegen Thomas C. Platt antrat. 1894 war er Mitglied der Verfassungsgebenden Versammlung im Bundesstaat New York.
Am 19. März 1899 wurde er vom damaligen US-Präsidenten William McKinley als Nachfolger von John Hay zum Botschafter der Vereinigten Staaten im Vereinigten Königreich ernannt. Diese Funktion erfüllte er bis zum 23. Mai 1905. Im Vereinigten Königreich gelangte er zu großer Popularität und trug sehr zur Festigung der Beziehungen beider Staaten zueinander bei.
1900 wurde Choate in die American Academy of Arts and Sciences und 1906 in die American Philosophical Society gewählt. 1901 wurde ihm die Ehrendoktorwürde als Doktor der Rechtswissenschaften (LL.D.) der Yale University verliehen. 1907 zählte er bei der zweiten Haager Friedenskonferenz zu den offiziellen Vertretern der Vereinigten Staaten.
Beim Ausbruch des Ersten Weltkriegs unterstützte er leidenschaftlich die Ziele der Triple Entente und kritisierte das Zögern von Woodrow Wilson scharf, zog diese Kritik jedoch kurz vor seinem Tod wieder zurück. 1917 war er Vorsitzender des New Yorker Bürgermeister-Gremiums zur Unterhaltung der britischen und französischen Delegationen. Die in diesem Zusammenhang auf ihn wirkenden physischen Anstrengungen führten zu einem Herzinfarkt, dem er im Mai 1917 erlag.
Seine von Stanford White entworfene Sommerresidenz Naumkeag in Stockbridge (Massachusetts) wird heute von den Trustees of Reservations als Museum betrieben und ist öffentlich zugänglich.

## Eigene Veröffentlichungen (Auswahl)
- Joseph Hodges Choate: Abraham Lincoln, and other addresses in England. The Century Co., New York 1910, OCLC 2669964.
- Joseph Hodges Choate: American Addresses. The Century Co., New York 1911, ISBN 978-0-8369-1400-9.